# 特撮 (バンド)
特撮（とくさつ）は、2000年に筋肉少女帯を脱退した大槻ケンヂが中心となって結成した、日本のロックバンド。

## メンバー
- 大槻ケンヂ（おおつき ケンヂ、1966年2月6日 - ）
バンドのリーダーで、ボーカル担当。東京都中野区出身。ほとんどの曲で作詞をしている。
- 三柴理（みしば さとし、1965年1月15日 - ）
ピアノ及びキーボード担当。東京都港区出身。大槻の作った筋肉少女帯の13期から21期までのメンバーであり、現在も再結成した同バンドで、サポートメンバーとして参加している。
- NARASAKI（ナラサキ、本名：奈良崎伸毅、1969年4月3日 - ）
ギター及びサウンドプロデュース担当。東京都多摩地区出身。COALTAR OF THE DEEPERSのリーダーでもあり、ボーカル・ギター・ベース・プログラミングをつとめるほか、Sadesper Recordや、多方面への楽曲提供などでも活動している。
- ARIMATSU（アリマツ、本名：有松博、1971年12月8日 - ）
ドラム担当。東京都葛飾区出身。VAMPSのサポートドラマーとしても活動している。

### サポートメンバー
- RIKIJI（リキジ、本名・増田力司、1971年1月11日 - ）
ベース担当。オブリヴィオン・ダストのメンバー。「パナギアの恩恵」発売記念ツアーよりサポートとして参加。
- 高橋竜（たかはし りょう、1965年4月22日 - ）
ベース担当。東京都目黒区出身。内田脱退後から現在に至るまで、長年に渡りサポートとして参加。大槻ケンヂと絶望少女達の音源にも参加している。
- 佐藤研二（さとう けんじ）
ベース担当。「ジェロニモ」、「ヌイグルマー」のレコーディングに参加。[マルコシアス・バンプ]、大槻が参加していたバンド「電車」のメンバー。
- 村井研次郎（むらい けんじろう、1974年6月15日 - ）
ベース担当。神奈川県横浜市出身。cali≠gariのメンバー。「オムライザー」のレコーディングに数曲参加。COALTAR OF THE DEEPERSのサポートや、大槻ケンヂと絶望少女達の音源に参加している。
- 長谷川正（はせがわ ただし、生年非公開11月16日 - ）
ベース担当。千葉県出身。Plastic Treeのメンバー。高橋の代わりとして、臨時でライブに数回参加。

### 旧メンバー
- 内田雄一郎（うちだ ゆういちろう、1966年2月8日 - ）
ベース担当。東京都中野区出身。1982年大槻と筋肉少女帯(筋肉少年少女隊)を結成。唯一、筋肉少女帯を離れたことのないオリジナルメンバーである。

## 来歴
1999年に筋肉少女帯を脱退した大槻は、古くからの盟友といえる内田雄一郎・三柴理と共に新たなバンド特撮を立ち上げる。オーディションでCOALTAR OF THE DEEPERSのギタリスト、NARASAKIを採用。ドラマーはNARASAKIの紹介により有松博に決まる。メンバー全員がそろったのはプリプロダクションの当日であった（余談だが、大槻は当初、有松博の刺青が怖いと言って加入を渋っていた）。
2000年初頭、シングル『アベルカイン』でメジャーデビュー。続いて1stアルバム『爆誕』をリリース。NARASAKIのラウドなディストーションギターが主張する「ジャップ・ハードコア」（NARASAKI談）と、スムーズ・ジャズ（「美少年で探偵でS」）、ミニマル（「マリリン・マラソン」）、ブルース（あんぜんバンドのカヴァーである「13階の女」）、パワー・バラード（「テレパシー」）などバラエティに富む内容で、大槻曰く「かなりの自信作」となった。ツアーは当初の動員見込みを大幅に上回り大盛況で終了するが、その後、内田が脱退してしまう。
10月には2ndアルバム『ヌイグルマー』リリース、前作の路線を引き継ぎつつ、佐藤のプレイを反映するようなファンク（「企画物AVの女」）の他フォーク（「アザナエル」）やプログレ（「ゼルダ・フィッツジェラルド」）的な要素も加わり、クラシックの翻案（アルバート・ケテルビーの「ペルシャの市場にて」）も収められる。
2001年に3rd『Agitator』をリリース。特撮の特徴であるデスでハードコアなパンク路線を極めると同時に、ヒップホップ調のヘヴィ・ロック（「ヨギナクサレ」）、ジャングル・ビート（休みの国のカヴァーである「悪魔巣取金愚」）、レゲエやブギー（「人間以外の俺になれ」）、「80年代アイドル青春歌謡」（「うさぎ」・大槻談）、「ジャンクでポジパンでお経」（「人狼天使」・NARASAKI談）など、様々な音楽性を取り入れた転換作となる。
2002年ベスト盤『初めての特撮 BEST vol.1』をリリースするが、この作品を最後に徳間ジャパンとの契約が終了、インディーズに活動の場を移す。
2003年の暮れに2年ぶりとなる4thアルバム『オムライザー』をリリース、この作品から次第にポップな曲調を見せ始める。
2004年には『夏盤』をリリース（大槻の詩集付属音源のリマスタリング作を含めた企画盤）。
2005年には6thアルバム『綿いっぱいの愛を!』をリリース、三柴が「さらばマトリョーシカ」で「
新東京正義之士」以来、20年ぶりくらいにメインボーカルをとった。
2006年、筋肉少女帯再結成。メインボーカルの大槻がそちらに専念したことにより特撮は充電期間に入る。なおこの時期もNARASAKIは大槻のソロ楽曲のサウンドプロデュースに参加し、三柴は筋肉少女帯にサポート参加、また特撮チームはアニメ「さよなら絶望先生」シリーズに「大槻ケンヂと絶望少女達」として主題歌を提供している。
2011年4月1日午前2時55分に、puku1048というIDでUstreamにアップロードされた動画にて、再始動ライブツアーが告知された。また前述の「…絶望先生」のBlu-ray BOXテーマソング、及び同作者の原作によるOVA「かってに改蔵」の主題歌を発表し、6月には特撮名義では6年ぶりとなるセルフカヴァーアルバム「5年後の世界」をキングレコードから発売された。
2012年12月12日、オリジナルアルバムとしては7年ぶりとなる『パナギアの恩恵』を発表、それに伴う年明けのライヴツアーが決定した。
2016年2月3日、3年2ヶ月ぶりとなるオリジナルアルバム『ウインカー』をリリース。
2019年7月15日、パシフィコ横浜 国立大ホールにて開催された所属レーベルのEVIL LINE RECORDS主催のフェス『EVIL LINE RECORDS 5th Anniversary FES.“EVIL A LIVE” 2019』に出演。特撮×ももいろクローバーZによるフェス限定の新録コラボ楽曲『パーティーは今』も披露された。
2019年８月16日、約2年1ヶ月ぶりとなるワンマンライブ “特撮2019 LIVE「特撮・夏のデビル～スリーストーリーズ発売記念LIVE !」”が東京・LIQUIDROOMにて開催。会場限定シングル『スリーストーリーズ』をリリース。
2020年、「T-20  特撮デビュー20周年記念LIVE LIQUID・TRAD・HEAVEN’S ROCK」のライブを予定していたが、新型コロナ感染症のため延期。チケットは払い戻しも可で、振替公演対象となった。
2021年5月12日、5年3ヶ月ぶりのニュー・アルバム『エレクトリック ジェリーフィッシュ』リリース。5月15日から26日にかけて、レコ発ライブを実施。5月26日の公演では、振替のチケットと新しいチケットが混ざる異常事態になった。

## ディスコグラフィー

### シングル
| #                | 発売日                            | タイトル | カップリング | 規格品番 | 収録アルバム                               | 備考 |
| ---------------- | --------------------------------- | --- | --- | --- | ------------------------------------------ | --- |
| 1st              | 2000年1月26日                     | アベルカイン | 身代わりマリー/テレパシー | TKCA-71856 | 爆誕                                       | |
| 2nd              | 2000年9月27日                     | ジェロニモ | ヌイグルマー 〜序章〜/戦え! ヌイグルマー/ケテルビー (Single Version) | TKCA-72011 | ヌイグルマー                               | GASTUNKのカバー |
| 3rd              | 2001年7月25日                     | ヨギナクサレ | 殺神/ヤンガリー 1.テーマ〜2.アクアヤンガリー | TKCA-72147 | Agitator                                   | |
| 4th              | 2002年11月7日                     | パティー・サワディー | 渚の前衛ダンサー (ヴァージョン冬) | TKCA-72443 | 初めての特撮 BEST vol.1                    | |
| 5th              | 2005年5月25日                     | 綿いっぱいの愛を! | デス市長伝説（当選編!） | PWCM-3004 | 綿いっぱいの愛を!                          | |
| 6th              | 2014年1月22日                     | シネマタイズ (映画化) | 世界中のロックバンドが今夜も…/一点もの/ハンマーはトントン | KICM-1488 | ウインカー                                 | |
| 7th              | 2019年8月16日                     | スリーストーリーズ (夏のデビル/メグマレ/ピルグリム(放浪者)/オム・ライズ (“EVIL A LIVE” 2019 ver.)/アングラ・ピープル・サマー・ホリディ (“EVIL A LIVE” 2019 ver.)/人として軸がぶれている (“EVIL A LIVE” 2019 ver.)/林檎もぎれビーム! (“EVIL A LIVE” 2019 ver.)) | スリーストーリーズ (夏のデビル/メグマレ/ピルグリム(放浪者)/オム・ライズ (“EVIL A LIVE” 2019 ver.)/アングラ・ピープル・サマー・ホリディ (“EVIL A LIVE” 2019 ver.)/人として軸がぶれている (“EVIL A LIVE” 2019 ver.)/林檎もぎれビーム! (“EVIL A LIVE” 2019 ver.)) | NMAX-1340 | エレクトリック ジェリーフィッシュ (初回版) | 会場限定販売＆配信シングル、CD版は『特撮2019 LIVE「特撮・夏のデビル～スリーストーリーズ発売記念LIVE !」』の会場限定販売。収録曲の内、新曲である「夏のデビル」「メグマレ」「ピルグリム（放浪者）」の3曲は各配信サイトから配信リリースされている。                     |
| 8th              | 2020年9月4日                      | ブルー・スリー (オーバー・ザ・レインボー～僕らは日常を取り戻す/テレパシー(2020)/殺神(2020)) | ブルー・スリー (オーバー・ザ・レインボー～僕らは日常を取り戻す/テレパシー(2020)/殺神(2020)) | NKZM1013-1014 | エレクトリック ジェリーフィッシュ (初回版) | 「墓場の画廊」にて先行発売、ELR STOREにて通信販売、CD＋Blu-ray。Blu-rayは「オーバー・ザ・レインボー〜僕らは日常を取り戻す」Music Videoを収録。CDの3曲は配信リリースされている。                                                                                      |
| その他のシングル |                                   | | | |                                            | |
|                  | 2007年8月22日                     | 人として軸がぶれている | 強引niマイYeah〜(歌：絶望少女達) | KICM-3152 | 5年後の世界                                | 『大槻ケンヂと絶望少女達』名義、アニメ『さよなら絶望先生』主題歌。クレジットに特撮の文字はないが、作詞と男性ヴォーカルは大槻、作曲とプロデュースはNARASAKI、演奏は高橋竜を含めた特撮メンバーによる作品で、大槻もブログにて「録音メンバーは実質、特撮」と発言している |
| 2008年1月23日    | 空想ルンバ                        | 恋路ロマネスク(歌：絶望少女達) | KICM-3162 | 『大槻ケンヂと絶望少女達』名義、アニメ『俗・さよなら絶望先生』主題歌。メンバーや構成などは、前作『人として軸がぶれている』と同様。当初、楽曲タイトルは歌詞の一部から取った「俺の値段を誰が決めた」というものであったが、NARASAKIとの相談の結果、現在のタイトルに決定した。また、タイトル変更が決まった後も、大槻はしばらくの間「幻想ルンバ」に変えたと思い込んでいたという。 | 5年後の世界                                | |
| 2011年4月23日    | メビウス荒野〜絶望伝説エピソード1 | アングラピープル サマー ホリディ ~2011版 | KICM3230 | 『大槻ケンヂと絶望少女達』名義、アニメ『さよなら絶望先生』Blu-ray BOXテーマソング。過去の主題歌3曲（特撮とはメンバーが異なる『林檎もぎれビーム!』を含む）のフレーズが曲中に含まれている。C/Wには特撮の単独名義では5年ぶりとなる音源『アングラ・ピープル・サマー・ホリディ』のセルフカヴァーを収録。                                                                          | 5年後の世界                                | |
| 2011年4月23日    | かってに改造してもいいぜ          | ヌイグルマー | KICM-3228 | 『水木一郎と特撮』名義、OVA『かってに改蔵』主題歌。表題曲は水木単独による歌唱。C/Wは特撮のセルフカヴァーである『ヌイグルマー』で、こちらは『特撮と水木一郎』名義で大槻と水木のツインボーカルの楽曲である。なお大槻と水木は過去に筋肉少女帯の楽曲『221B戦記』でも共演している。                                                                                               | 5年後の世界                                | |
| 2014年1月22日    | ヌイグルマーZ                     | 遊星歯車機構/マリリン・マラソン | KICM-1487 | アルバム未収録 | 『特撮×中川翔子』名義                      | |

#### 配信限定シングル
| # | 発売日        | タイトル                                       | 収録アルバム                               |
| - | ------------- | ---------------------------------------------- | ------------------------------------------ |
|   | 2013年8月7日  | パナギアの恩恵                                 | エレクトリック ジェリーフィッシュ (初回版) |
|   | 2019年8月16日 | スリーストーリーズ -EP-                        | エレクトリック ジェリーフィッシュ (初回版) |
|   | 2020年4月20日 | オーバー・ザ・レインボー〜僕らは日常を取り戻す | エレクトリック ジェリーフィッシュ          |
|   | 2020年9月18日 | ブルー・スリー -EP-                            | エレクトリック ジェリーフィッシュ (初回版) |
|   | 2021年1月15日 | I wanna be your Muse                           | エレクトリック ジェリーフィッシュ          |
|   | 2021年4月23日 | ヘイ!バディー                                  | エレクトリック ジェリーフィッシュ          |

### アルバム

#### オリジナルアルバム
| #   | 発売日         | タイトル                          | 規格品番   | 規格品番   | 規格品番   |
| #   | 発売日         | タイトル                          | 通常盤     | 初回盤     | 再発盤     |
| --- | -------------- | --------------------------------- | ---------- | ---------- | ---------- |
| 1st | 2000年2月23日  | 爆誕                              | TKCA-71864 |            | TKCA-73391 |
| 1st | 2000年2月23日  | 爆誕                              | TKCA-71864 | TKCA-10107 |            |
| 2nd | 2000年10月25日 | ヌイグルマー                      | TKCA-72025 |            | TKCA-73392 |
| 2nd | 2000年10月25日 | ヌイグルマー                      | TKCA-72025 | TKCA-10108 |            |
| 2nd | 2000年10月25日 | ヌイグルマー                      | TKCA-72025 | TKCA-10529 |            |
| 3rd | 2001年9月27日  | Agitator                          | TKCA-72223 |            | TKCA-73393 |
| 3rd | 2001年9月27日  | Agitator                          | TKCA-72223 | TKCA-10109 |            |
| 3rd | 2001年9月27日  | Agitator                          | TKCA-72223 | TKCA-10530 |            |
| 4th | 2003年11月27日 | オムライザー                      | PWCP-1004  |            | TKCA-10186 |
| 5th | 2004年6月30日  | 夏盤                              | PWCP-1010  |            | TKCA-10187 |
| 6th | 2005年6月29日  | 綿いっぱいの愛を!                 | PWCP-1018  |            | TKCA-10188 |
| 7th | 2012年12月12日 | パナギアの恩恵                    | KICS-1853  |            |            |
| 8th | 2016年2月3日   | ウインカー                        | KICS-3352  | KICS-93352 |            |
| 9th | 2021年5月12日  | エレクトリック ジェリーフィッシュ | KICS-3993  | KICS-93993 |            |

#### ベストアルバム
| #   | 発売日         | タイトル                | 規格品番   | 規格品番  | 規格品番              |
| #   | 発売日         | タイトル                | 通常盤     | 初回盤    | 再発盤                |
| --- | -------------- | ----------------------- | ---------- | --------- | --------------------- |
| 1st | 2002年11月21日 | 初めての特撮 BEST vol.1 | TKCA-72471 |           | TKCA-10111 (HQCD+DVD) |
| 2nd | 2006年5月24日  | ロコ!思うままに         | PWCP-1029  | PWCP-1028 |                       |

#### 新録＋セルフカヴァーアルバム
| #   | 発売日        | タイトル    | 品番      |
| --- | ------------- | ----------- | --------- |
| 1st | 2011年6月29日 | 5年後の世界 | KICS-1675 |

### 映像作品
| 発売日         | タイトル                                     | 規格品番  | 規格品番   | 規格品番   | 備考 |
| 発売日         | タイトル                                     | DVD       | BD         | VHS        | 備考 |
| -------------- | -------------------------------------------- | --------- | ---------- | ---------- | ---- |
| 2001年4月11日  | FIGHTING! NUIGULUMAR TOUR                    | TKBA-1016 |            | TKVA-68036 |      |
| 2002年11月21日 | 初めての特撮 P.V.4+X                         | TKBA-1032 |            |            |      |
| 2004年12月17日 | ライブ盤〜めんどうなこと言うなら、もう帰る!! | LBID-11   |            |            |      |
| 2012年1月21日  | 特撮復活ライブ2011! 5年後の世界              | KIBM-297  |            |            |      |
| 2022年2月6日   | 20thアニバーサリー・リベンジャーズ           | KIBM-901  | KIXM-90486 |            |      |

### 参加作品
| 発売日         | アーティスト | 収録アルバム                                                   | 収録曲                              | 備考 |
| -------------- | ------------ | -------------------------------------------------------------- | ----------------------------------- | --- |
| 2002年4月17日  | 大正九年     | KYU-BOX.                                                       | ネットで叩いてやる！                | 大正九年と特撮のコラボレーション楽曲『ネットで叩いてやる！』を収録。 |
| 2002年8月7日   | 大槻ケンヂ   | 対自核-自己カヴァー                                            | カーネーション・リインカネーション  | 大槻ケンヂによるセルフカヴァー・アルバム。筋肉少女帯のカヴァーである『カーネーション・リインカネーション』と『風車男ルリヲ』は、二曲とも特撮メンバーによる演奏。 |
| 2002年8月7日   | 大槻ケンヂ   | 対自核-自己カヴァー                                            | 風車男ルリヲ                        | 大槻ケンヂによるセルフカヴァー・アルバム。筋肉少女帯のカヴァーである『カーネーション・リインカネーション』と『風車男ルリヲ』は、二曲とも特撮メンバーによる演奏。 |
| 2003年6月14日  | 大槻ケンヂ   | 花火                                                           | 花火                                | 大槻ケンヂの歌詞集。付録CDに特撮による『花火』『ロードムービー』『海上プラネタリウム』の三曲とデモ曲『やってんだかわからない美術館』を収録。 |
| 2003年6月14日  | 大槻ケンヂ   | 花火                                                           | ロードムービー                      | 大槻ケンヂの歌詞集。付録CDに特撮による『花火』『ロードムービー』『海上プラネタリウム』の三曲とデモ曲『やってんだかわからない美術館』を収録。 |
| 2003年6月14日  | 大槻ケンヂ   | 花火                                                           | 海上プラネタリウム                  | 大槻ケンヂの歌詞集。付録CDに特撮による『花火』『ロードムービー』『海上プラネタリウム』の三曲とデモ曲『やってんだかわからない美術館』を収録。 |
| 2003年6月14日  | 大槻ケンヂ   | 花火                                                           | やってんだかわからない美術館 (Demo) | 大槻ケンヂの歌詞集。付録CDに特撮による『花火』『ロードムービー』『海上プラネタリウム』の三曲とデモ曲『やってんだかわからない美術館』を収録。 |
| 2006年1月21日  | V.A.         | GALACTiKA 19                                                   |                                     | 音楽DVDマガジン。メトロノームやLAB.（LAB. THE BASEMENT）と共に、特撮のライブ映像が収録されている。 |
| 2006年5月10日  | V.A.         | ROCK THE ULTRAMAN                                              | マイティジャックの歌                | ウルトラマン生誕40周年記念オムニバス・アルバム。『マイティジャックの歌』のカヴァーを収録。原曲はフールサンズ合唱団による円谷プロ制作のSF特撮テレビ番組『マイティジャック』（『戦え！マイティジャック』）の主題歌。                                                                                           |
| 2006年8月2日   | V.A.         | マスター・オブ・サンダー 決戦!!封魔龍虎伝 ORIGINAL SOUND TRACK |                                     | 映画『マスター・オブ・サンダー 決戦!!封魔龍虎伝』のサウンドトラック。特撮の楽曲がNARASAKIの手で映画BGM用に編集され「movie-mix」として収録されている。 |
| 2007年10月24日 | V.A.         | 絶望劇伴撰集                                                   | 人として軸がぶれている              | アニメ『さよなら絶望先生』のサウンドトラック。『人として軸がぶれている』のテレビサイズ・ヴァージョンを収録。 |
| 2008年3月26日  | V.A.         | 俗・絶望劇伴撰集                                               | 空想ルンバ                          | アニメ『俗・さよなら絶望先生』のサウンドトラック。『空想ルンバ』のテレビサイズ・ヴァージョンを収録。 |
| 2008年5月14日  | V.A.         | 絶望大殺界                                                     | 人として軸がぶれている              | アニメ『さよなら絶望先生』『俗・さよなら絶望先生』の主題歌・挿入歌・キャラクターソングなどを収録したアルバム。『人として軸がぶれている』『空想ルンバ』を収録。また、大槻が男性ヴォーカルを担当したユニット・大槻ケンヂと木村カエレによる『豚のご飯』では、作詞・作曲とプロデュースをNARASAKIが担当している。 |
| 2008年5月14日  | V.A.         | 絶望大殺界                                                     | 空想ルンバ                          | アニメ『さよなら絶望先生』『俗・さよなら絶望先生』の主題歌・挿入歌・キャラクターソングなどを収録したアルバム。『人として軸がぶれている』『空想ルンバ』を収録。また、大槻が男性ヴォーカルを担当したユニット・大槻ケンヂと木村カエレによる『豚のご飯』では、作詞・作曲とプロデュースをNARASAKIが担当している。 |
| 2008年5月14日  | V.A.         | 絶望大殺界                                                     | 豚のご飯                            | アニメ『さよなら絶望先生』『俗・さよなら絶望先生』の主題歌・挿入歌・キャラクターソングなどを収録したアルバム。『人として軸がぶれている』『空想ルンバ』を収録。また、大槻が男性ヴォーカルを担当したユニット・大槻ケンヂと木村カエレによる『豚のご飯』では、作詞・作曲とプロデュースをNARASAKIが担当している。 |
| 2011年12月14日 | V.A.         | かってに改蔵 コンセプトアルバム 『スーパーＤＸ超合金』         | 戦え！改造！！ん、違う？            | OVA『かってに改蔵』のコンセプトアルバム。『戦え！改造！！ん、違う？』を収録。 |
| 2019年7月11日  | V.A.         | EVIL LINE RECORDS 5th Anniversary FES. EP “EVIL A LIVE”        | パーティーは今                      | 特撮×ももいろクローバーZ」による『パーティーは今』を収録したオムニバスアルバム。配信のみのリリース。 |